# لوی ۳۶۷۳
سیارک ۳۶۷۳ (به انگلیسی: 3673 Levy، نامگذاری:1985QS) سه هزار و ششصد و هفتاد و سومین سیارک کشف شده‌است که در ۲۲ اوت ۱۹۸۵ کشف شد.
قدر مطلق سیارک برابر ۱۳٫۰۰ است.